# Världsmästerskapen i bågskytte 1936
Världsmästerskapen i bågskytte 1936 arrangerades i Prag i Tjeckoslovakien mellan den 13 och 17 augusti 1936.

## Medaljsummering

### Recurve
| Event                          | Guld                   | Silver                | Brons             |
| Herrarnas individuella tävling | Emil Heilbron (SWE)    | Georges De Rons (BEL) | Jan Musilek (TCH) |
| Damernas individuella tävling  | Janina Kurkowska (POL) | Maria Pankow (POL)    | Ina Catani (SWE)  |
| Herrarnas lag                  | Polen                  | Belgien               | Sverige           |
| Damernas lag                   | Tjeckoslovakien        | Polen                 | Sverige           |

### Medaljtabell
| Pl. | Nation          | Guld | Silver | Brons | Totalt |
| --- | --------------- | ---- | ------ | ----- | ------ |
| 1   | Polen           | 2    | 2      | -     | 4      |
| 2   | Sverige         | 1    | -      | 3     | 4      |
| 3   | Tjeckoslovakien | 1    | -      | 1     | 2      |
| 4   | Belgien         | -    | 2      | -     | 2      |